# 蘇亞雷斯港
蘇亞雷斯港（西班牙語：Puerto Suárez）是玻利維亞的城鎮，由聖克魯斯省負責管轄，位於該國東部，距離首府聖克魯斯648公里，毗鄰與巴西接壤的邊境，始建於1875年11月10日，海拔高度103米，每年平均降雨量約930毫米，2007年人口12,546。当地有連結圣克鲁斯与巴西科倫巴的铁路。

## 外部連結
- Map of province
- Population data

18°58′00″S 57°47′53″W / 18.96667°S 57.79806°W